# Peter A. Stott
Peter A. Stott ist ein britischer Klimaforscher. Er ist Professor für Detection and Attribution an der University of Exeter (Teilzeit) und Science Fellow und Forschungsgruppenleiter am Met Office Hadley Centre for Science and Services. Er trug als Autor zu mehreren Berichten des Weltklimarates IPCC bei und fungierte u. a. als Koordinierender Leitautor bei einem Kapitel des Fünften Sachstandsberichts.

## Leben und Wirken
Stott studierte Mathematik an der University of Durham sowie der University of Cambridge. Anschließend promovierte er am Imperial College London mit einer Modellierungsarbeit über die Reaktorkatastrophe von Tschernobyl. Nachdem er als Postdoc an der Edinburgh University zur Abnahme des Ozons in der Atmosphäre gearbeitet hatte, nahm er 1996 eine Stelle am Met Office Hadley Centre an, wo er an Methoden zum Erkennen und Zuordnen des Klimawandels forschte. Seit 2008 ist er dort Leiter der Arbeitsgruppe Klimabeobachtung und -zuordnung.
Er war einer der Leitautoren des Kapitels „Understanding and Attributing Climate Change“ des 2007 erschienenen Vierten Sachstandsberichts des IPCC, für den der IPCC mit dem Friedensnobelpreis ausgezeichnet wurde, und Mitglied im Kernautorenteam beim anschließenden Synthesebericht. Im 2013/14 erschienenen fünften Sachstandsbericht war er koordinierender Leitautor des Kapitels „Detection and attribution of climate change: from global to regional“.
Stott befasst sich mit in seiner Forschung mit Klimamodellierung sowohl der Vergangenheit als auch der Zukunft, der Zuordnung des Klimawandels zu anthropogenen als auch natürlichen Treibern und der Klimabeobachtung. Er ist darüber hinaus ein Pionier der Zuordnungsforschung. Nachdem Europa 2003 von einer schweren Hitzewelle getroffen worden war, publizierte Stott mit Kollegen in Nature eine Zuordnungsstudie, die erstmals überhaupt den Beitrag des menschengemachten Klimawandels zu einem Extremwetterereignis quantifizierte. Stott kam dabei zu dem Ergebnis, dass die Hitzewelle 2003 durch den menschengemachten Klimawandel vier Mal wahrscheinlicher geworden war.
2021 publizierte er ein Buch, in dem er aus einem persönlichen Blickwinkel die Geschichte der Klimaforschung darlegt als auch die Versuche von Klimawandelleugnern und Lobbyisten schildert, diese wissenschaftlichen Fortschritte und insbesondere sich daraus ergebende Klimaschutzmaßnahmen zu sabotieren.

## Auszeichnungen (Auswahl)
- 2008 Oceanic and Atmospheric Research Outstanding Scientific Paper Award (anteilig)
- Top 100 Leading Global Thinkers 2013 (Foreign Policy)
- Climate Science Communications Prize der Royal Meteorological Society 2018

## Schriften (Auswahl)

### Bücher
- Peter Stott: Hot Air. The Inside Story of the Battle Against Climate Change Denial. Atlantic Books London, 2021, ISBN 978-1-83895-251-8.

### Wissenschaftliche Paper
- N. Christidis et al.: The increasing likelihood of temperatures above 30 to 40 °C in the United Kingdom. In: Nature Communications. Band 11, 2020, doi:10.1038/s41467-020-16834-0.
- P.A. Stott: Attribution of extreme weather and climate-related events. In: WIRES Climate Change. Band 7, Nr. 1, 2016, S. 23–41, doi:10.1002/wcc.380.
- Peter Stott et al.: Upper end of climate model temperature projections is inconsistent with past warming. In: Environmental Research Letters. Band 8, 2013, doi:10.1088/1748-9326/8/1/014024.
- P. Pall et al.: Anthropogenic greenhouse gas contribution to flood risk in England and Wales in autumn 2000. In: Nature. Band 470, 2011, S. 382–385, doi:10.1038/nature09762.
- H. Damon Matthews: The proportionality of global warming to cumulative carbon emissions. In: Nature. Band 459, 2009, S. 829–832, doi:10.1038/nature08047.
- X Zhang et al.: Detection of human influence on twentieth-century precipitation trends. In: Nature. Band 448, 2007, S. 461–465, doi:10.1038/nature06025.
- Peter A. Stott, D.A. Stone, Myles R. Allen: Human contribution to the European heatwave of 2003. In: Nature. Band 432, 2004, S. 610–614, doi:10.1038/nature03089.
- P. A. Stott: Attribution of regional scale temperature changes to anthropogenic and natural causes. In: Geophysical Research Letters. Band 30, 2003, doi:10.1029/2003GL017324.
- P.A. Stott, J. A. Kettleborough: Origins and estimates of uncertainty in predictions of twenty-first century temperature rise. In: Nature. Band 416, 2002, S. 723–726, doi:10.1038/416723a.
- S. F. B. Tett, G. S. Jones, M. R. Allen, J. F. B. Mitchell, G. J. Jenkins.: External control of twentieth century temperature change by natural and anthropogenic forcings. In: Science. Band 290, 2000, S. 2133–2137, doi:10.1126/science.290.5499.213.